# 名士
名士，是昔日用以指稱人格高尚且具聲望的社會人士的稱謂。該稱謂也曾專指具有名望的士大夫階級人士。

## 舉例
- 《後漢書·〈方術傳〉論》：「漢世之所謂名士者，其風流可知矣。雖弛張趣舍，時有未純，於刻情修容，依倚道藝，以就其聲價，非所能通物方，弘時務也。」

- 《北史》〈卷五十·高道穆傳〉：「道穆以字行於世，學涉經史，所交皆名流俊士。」
- 《世說新語·任誕》：「名士不必須奇才，但使常得無事，痛飲酒，熟讀《離騷》，便可稱名士。」[1]
- 袁宏道《與潘景升》：「世人但有殊癖，終身不易，便是名士。如和靖之梅、元章之石，使有一物易其所好，便不成家。縱使易之，亦未必有補於品格也。」

## 另見
- 名流